# Botellón
Als Botellón [boteˈʎon] (span. „große Flasche“, Plural: Botellones), Botelleo [boteˈʎeo], Botellona [boteˈʎona] oder auch Borrachera [boraˈtʃeɾa] wird in Spanien ein etwa Anfang bis Mitte der 1990er Jahre aufgekommener Brauch Jugendlicher und junger Erwachsener bezeichnet, die sich vornehmlich abends an den Wochenenden zum gemeinsamen Alkoholkonsum und Feiern an öffentlichen Plätzen versammeln. Die Bezeichnung bezieht sich auf die Art des Alkoholkonsums, der vorzugsweise aus großen selbstgemixten 1,5- oder 2-Liter-Flaschen erfolgt, die sich die Teilnehmer von Botellones in Geschäften selbst kaufen. Der Botellón bildet meist den Auftakt für die Abende am Wochenende. 
Seit etwa 2003 sind sogenannte Macrobotellones bekannt, bei denen sich teilweise tausende Teilnehmer vor allem in den großen spanischen Städten versammeln. Diese Macrobotellones werden meist über Webseiten, E-Mail oder SMS oft spontan organisiert und haben sich mittlerweile zu einer Art Wettbewerb zwischen den Jugendlichen spanischer Städte entwickelt. Ziel der unbekannten Organisatoren ist, dabei eine möglichst große Menschenmenge spontan zusammenzuführen. Zu einem der größten Macrobotellones in Spanien kamen im März 2004 in Sevilla etwa 70.000 Personen zusammen.

## Kontroversen

### Spanien

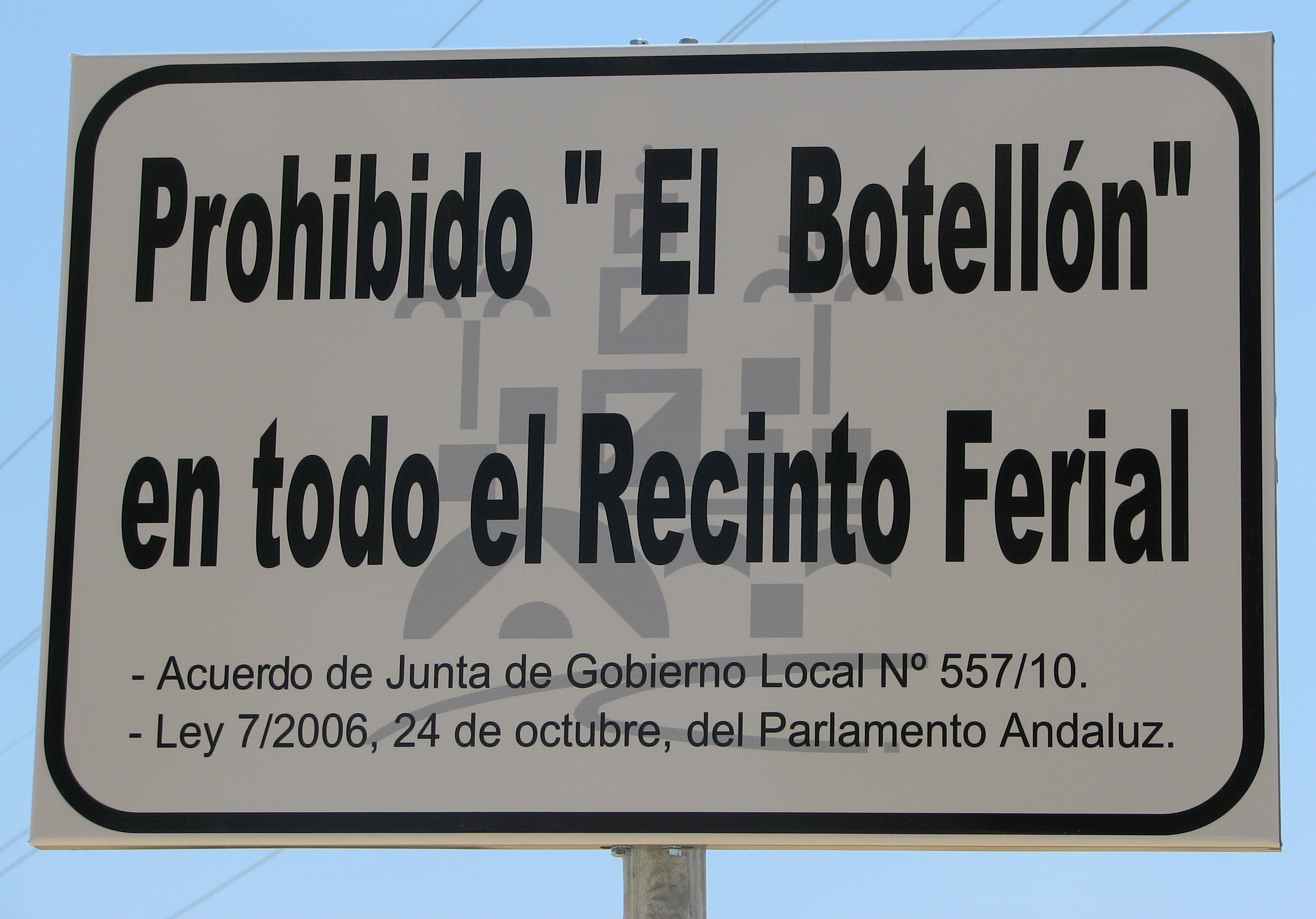
Verbotsschild in Córdoba

Ob das Trinken alkoholischer Getränke auf öffentlichen Straßen und Plätzen erlaubt ist oder nicht, wird in Spanien von den Autonomen Gemeinschaften festgelegt. Am häufigsten sind die Botellones im Süden, wo es das ganze Jahr warm genug ist, um sich draußen zu treffen. Am Südzipfel Spaniens, in Andalusien, wurden die Botellones jedoch im Dezember 2006 verboten.

### Schweiz
Im Sommer 2008 sorgten Berichte über „Massenbesäufnisse“ in mehreren Schweizer Städten für Aufsehen. In Genf verhinderte die Polizei ein zweites Botellón, nachdem beim ersten Mal riesige Abfallberge zurückgeblieben waren. Inzwischen toleriert die Stadt Genf das kollektive Sich-Betrinken unter der Bedingung, dass die Initianten die Sicherheit und die Sauberkeit nach dem Fest garantieren. Im Gegenzug stellt die Stadt Toiletten zur Verfügung.
In Zürich wurde über die Internetplattform Facebook für den 29. August 2008 zu einem Botellón eingeladen, woraufhin innerhalb weniger Tage rund 1800 Personen ihre Teilnahme zusagten. Trotz nachfolgender Absage der Organisators meldeten sich, wohl auch aufgrund der Medienberichterstattung, über 7'000 Leute für das Botellón an.
Am Massenbesäufnis nahmen am Abend des 29. Augustes laut Angaben der Stadtpolizei und Schutz und Rettung Zürich schließlich rund 2'000 meist Jugendliche teil. Laut Schutz und Rettung Zürich stieg mit zunehmendem Alkoholkonsum die Aggressivität und es kam zu mehreren tätlichen Auseinandersetzungen; vereinzelt wurden auch Sanitäter angegriffen. Insgesamt mussten 22 Personen mit unterschiedlichen Verletzungen und Symptomen von Alkohol- und Drogenvergiftung in die umliegenden Spitäler eingeliefert werden. Ebenfalls kam es zu verschiedenen Vandalenakten. So wurden die meisten der Abfallcontainer, die auf dem Areal verteilt waren, von Teilnehmern umgekippt.
Das Massenbesäufnis hinterließ auf der Zürcher Blatterwiese laut Medienberichten geschätzte sechs Tonnen Abfall. Da dies jedoch bedeuten würde, dass ein Teilnehmer im Durchschnitt drei Kilogramm Abfall erzeugte, könnte es sich bei dieser Angabe um eine Dramatisierung handeln. Auch in den umliegenden Quartierstraßen waren beträchtliche Abfallmengen zu entsorgen. Die mit Glassplittern übersäte und teilweise mit Erbrochenem verschmutzte Wiese an der Seepromenade musste in der Folge gesperrt werden.